# 約翰·卡維
約翰·卡維（John Carew，1979年6月5日—）是挪威足球運動員，司職前鋒。卡維的父親是岡比亞人，而母親是挪威人，他在挪威出生及長大。

## 生平
卡維在挪威先後協助華拉倫加贏得挪威盃以及為洛辛堡贏得挪威足球超級聯賽冠軍。
2000年球季加盟西甲球隊華倫西亞，2003年球季被意甲球隊羅馬借用，球季結束後，被賣到土耳其超級聯賽球隊，表現大有起色。
2005年球季加入了法甲勁旅里昂，協助球隊奪得聯賽冠軍。2007年1月，他離開里昂，加盟英超球隊阿士東維拉，與巴路士交換，在領隊馬田·奧尼爾麾下是一名主力球員。自希斯基於2009年加盟維拉後開始分薄他的上陣時間。
2010/11年球季卡維受傷患困擾，更與新任領隊侯利亞不和，於球隊在1月轉會窗引入戴倫·賓特後，將於夏季約滿的卡維參加史篤城及西布朗的體測，於2011年1月21日以借用身份效力史篤城直到球季結束。
球季結束後卡維於約滿後遭維拉棄用，直到2011年8月6日才成功免費加盟剛降班英冠的韋斯咸。
2013年10月，卡維宣佈退休。

### 國際賽
他為挪威國家隊出賽超過85場，當中他是2000年歐洲足球錦標賽出賽球員之一。

## 外部連結
- 足球数据库：約翰·卡維的球员统计数据
- BBC News – Carew sent home （页面存档备份，存于）
- Aftenposten – Carew's career keeps rolling
- Aftenposten – Riise looking forward to seeing Carew
- Premier League profile （页面存档备份，存于）